# 황제 찬가
오스트리아 황제 찬가(독일어: Österreichische Kaiserhymne) 또는 하느님, 프란츠 카이저 폐하를 보우하소서(독일어: Gott erhalte Franz, den Kaiser)는 신성 로마 제국, 오스트리아 제국(후의 오스트리아-헝가리 제국)의 국가이다. 하느님 보전하소서, 하느님 보우하소서(독일어: Gott erhalte, Gott beschütze)라는 별칭으로도 불린다. 프란츠 요제프 하이든이 신성 로마 제국의 황제인 프란츠 2세의 생일(1797년 2월 12일)에 맞추어 바친 곡이다. 하이든의 황제 4중주 〈Das Kaiserquartett〉 작품 76의 3번 (de)에 포함되어 있으며, 1918년까지 오스트리아의 국가로 쓰였다. 현재 독일의 국가인 독일인의 노래의 곡조로 사용되고 있다.

## 작곡에 이르기까지의 과정
작곡의 경위에 대해서는 두 가지의 설이 있다. 어느 쪽이든 잉글랜드의 《하느님, 국왕 폐하를 지켜 주소서》의 영향을 강하게 받아 만들어진 것은 확실하다.

### 첫번째 설

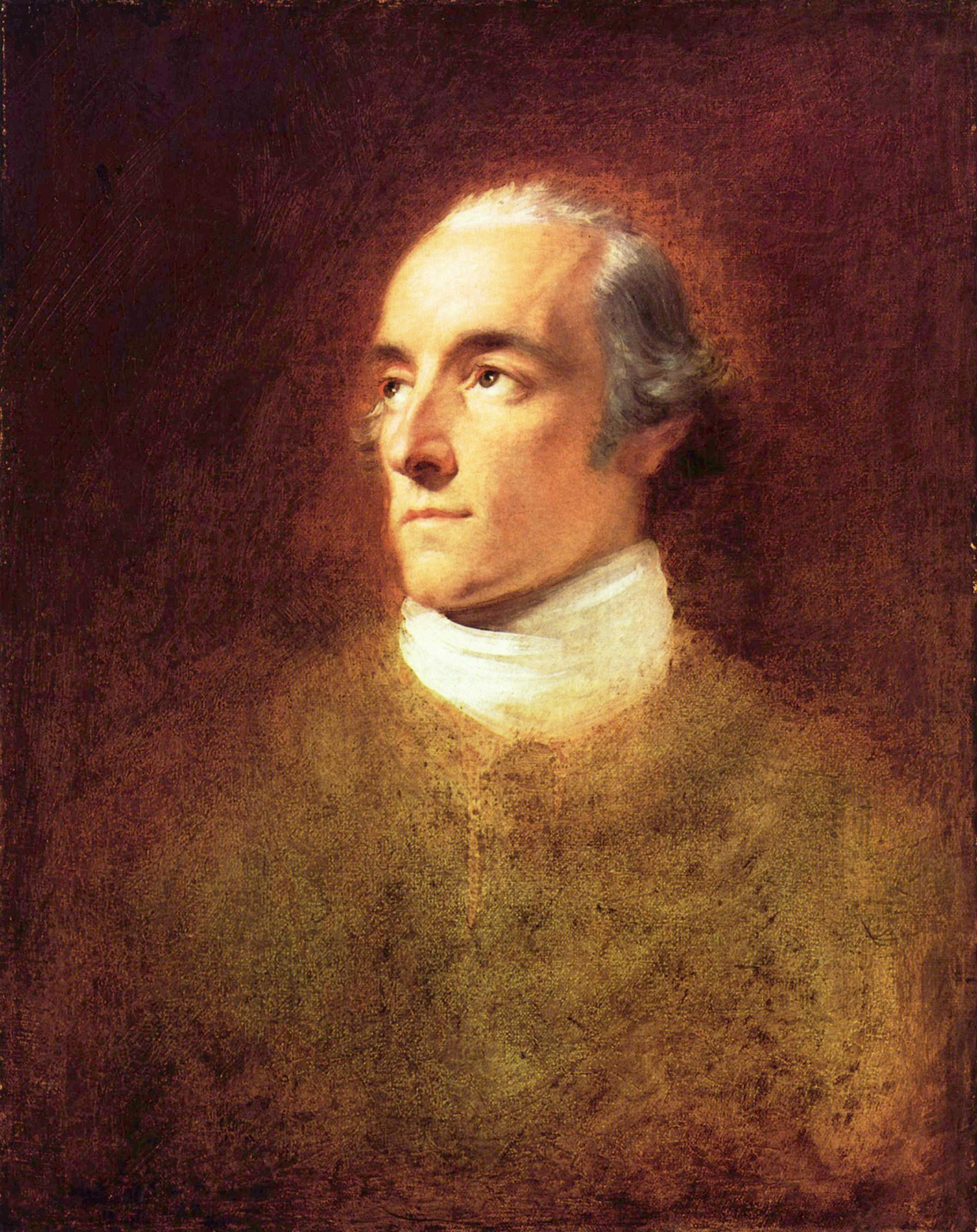
프란츠 요제프 폰 소라우 백작

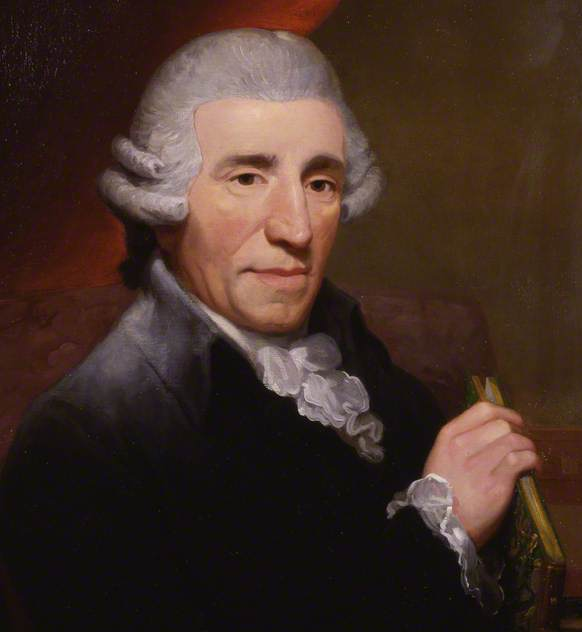
프란츠 요제프 하이든

프란츠 요제프 폰 소라우 백작이 작곡 전체의 주도권을 가졌다는 설이다. 소라우 백작의 1820년 2월 28일 편지의 내용에 기반한다.
프랑스 혁명 전쟁이 한창이던 1796년 말, 신성 로마 제국(오스트리아)는 나폴레옹군에게 위협받는 등 정치적으로 불안정한 정세에 있었다. 그로 인해 황제하에서의 국민의 단결이 강하게 요구되고 있었다. 그렇지만 당시 신성 로마 황제 프란츠 2세는 우유부단하고 비관적인 성격이었고, 그만큼 국민에게 사랑받지 못하고 있었다.
게다가 니더외스터라이히주 정부 장관인 프란츠 요제프 폰 소라우 백작은 국민의 단결을 촉구하는 계기가 될 것을 만들어야 한다며 시인인 로렌츠 레오폴트 하슈카에게 잉글랜드의 《하느님, 국왕 폐하를 지켜 주소서》를 본보기로 하여, 다음해 황제의 생일(=1797년 2월 12일)에 연주할 노래의 작사를 의뢰했다. 그리고 하슈카는 1796년 10월 11일 완성한 가사를 소라우 백작에게 보냈다.
소라우 백작으로부터 작곡을 의뢰받은 하이든도 1791년부터 92년, 또 1794년부터 95년에 걸쳐서 런던에 머물렀을 때, 《하느님, 국왕 폐하를 지켜 주소서》를 들은 바가 있었으며, 그것을 많이 참고하여 작곡했다.(하이든의 영국 방문에 대해서는 런던 교향곡을 참조하라.)

### 두번째 설
빈의 궁정도서관에서 일했던 안톤 프란츠 슈미트의 저서에 기반한다.
《하느님, 국왕 폐하를 지켜 주소서》를 들은 하이든이 빈의 음악애호가인 고트프리트 판 슈비텐 남작에게 오스트리아에도 그런 국가가 있으면 좋겠다고 했다. 슈비텐이 소라우 백작에게 이것을 전했고, 소라우 백작이 하슈카에게 작사를 의뢰했다.

## 작곡

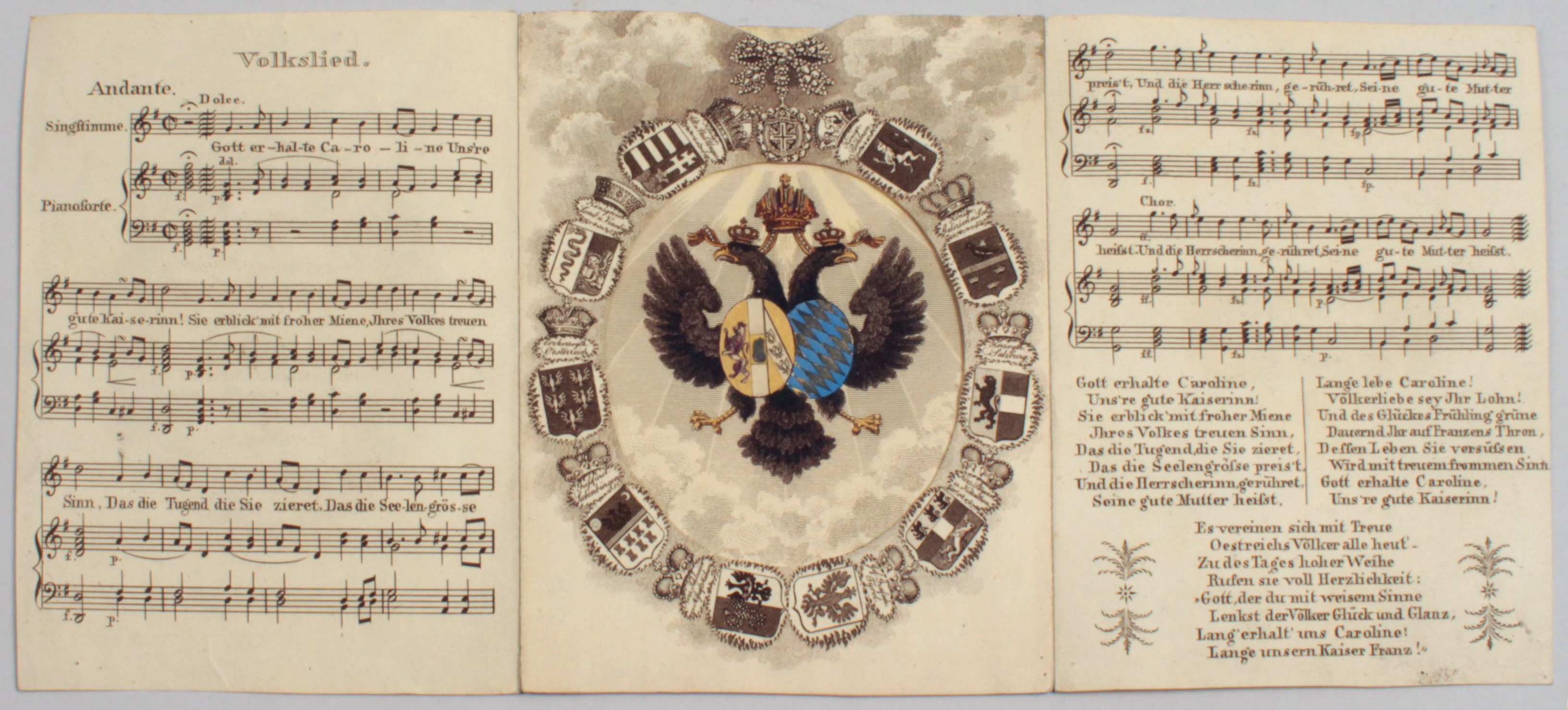
1816년경의 악보. 왼쪽 위에 'Volkslied.'라고 적혀 있다.

오케스트라 악보에는 하이든이 직접 'Volck's Lied'라는 주를 달았다. 이는 '국민의 노래' 내지는 '민요'라는 의미이다. 이와 관련해서 하이든이 작곡할 때 참고로 했을 가능성이 있는 민요가 있다. 그것이 크로아티아 민요 〈슬픈 새색시(Zalostna zarucnice)〉인데, 도입부의 음표나 리듬의 윤곽이 완전히 일치한다. H. C. 로빈스 란돈은 하이든이 1761년 이후로 섬기고 있던 에스테르하지가의 성이 있던 에스테르하자 부근에서 이 민요가 불려지고 있었다는 점을 지적한다.
가톨릭의 로마 미사 전례서의 일부인 《하늘에 계신 우리 아버지》와도 도입부의 선율에 포함된 음이 일치하는 등, 유사성이 지적되고 있다.

## 첫 연주
1797년 1월 28일에 소라우 백작은 하이든의 정서(淨書) 악보 출판을 허가했다. 이를 통해 그 때까지는 작곡이 끝나 있었던 것으로 생각할 수 있다. 인쇄는 몹시 서둘러 이루어졌고, 1월 30일에는 초판의 인쇄가 완료되었다. 그리고 황제 프란츠 2세의 29번째 생일인 1797년 2월 12일, 빈의 부르크 극장에서 처음으로 연주되었다. 프란츠 2세가 자리하였으며 오케스트라 반주가 있었다. 첫 공연 후 머지않아 하이든과 교류가 있던 찰즈 버니는 가사를 영어로 번역하여 잉글랜드에 소개했으며, 이는 호평을 얻었다.

## 가사
첫 공연 이후로 이 노래는 가사가 여러번 바뀌었다. '황제 찬미'의 콘셉트는 같지만, 프란츠 2세 치세에서만 두 번 바뀌었으며, 황제의 대가 바뀔 때 가사도 같이 바뀌곤 했다.

### 초고(신성 로마 제국판)

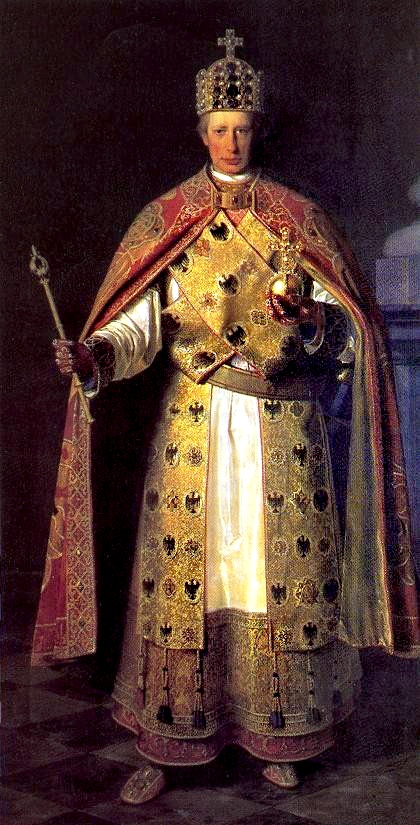
제국보기를 몸에 두른 신성 로마 황제 프란츠 2세

각 절의 마지막에 있는 "Gott erhalte ...." (하느님, 황제 프란츠를 보우하소서 우리들의 좋은 황제 프란츠를!)는 반복된다.
| (독일어 가사) 1. Gott erhalte Franz, den Kaiser, Unsern guten Kaiser Franz! Lange lebe Franz, der Kaiser, In des Glückes hellstem Glanz! Ihm erblühen Lorbeerreiser, Wo er geht, zum Ehrenkranz! Gott erhalte Franz, den Kaiser, Unsern guten Kaiser Franz! 2. Laß von seiner Fahne Spitzen Strahlen Sieg und Fruchtbarkeit! Laß in seinem Rate Sitzen Weisheit, Klugheit, Redlichkeit; Und mit Seiner Hoheit Blitzen Schalten nur Gerechtigkeit! Gott erhalte Franz, den Kaiser, Unsern guten Kaiser Franz! 3. Ströme deiner Gaben Fülle Über ihn, sein Haus und Reich! Brich der Bosheit Macht, enthülle Jeden Schelm- und Bubenstreich! Dein Gesetz sei stets sein Wille, Dieser uns Gesetzen gleich. Gott erhalte Franz, den Kaiser, Unsern guten Kaiser Franz! 4. Froh erleb' er seiner Lande, Seiner Völker höchsten Flor! Seh' sie, Eins durch Bruderbande, Ragen allen andern vor! Und vernehm' noch an dem Rande Später Gruft der Endkel Chor. Gott erhalte Franz, den Kaiser, Unsern guten Kaiser Franz! | (한국어 번역) · 1. 하느님, 프란츠 황제는 좋은 분이시오니 · 좋은 그 분을 지켜 주시옵소서. · 프란츠 황제를 가장 밝은 · 호화로움에서 만수무강케 하소서. · 월계수 가지가 그를 위하여 꽃이 피어 · 명예로운 화관을 씌우게 하소서. · 하느님, 프란츠 황제는 좋은 분이시오니, · 좋은 그 분을 지켜 주시옵소서. |
| | 이 문단은 아직 미완성입니다. 여러분의 지식으로 알차게 문서를 완성해 갑시다. |

### 개정판(오스트리아 제국판)

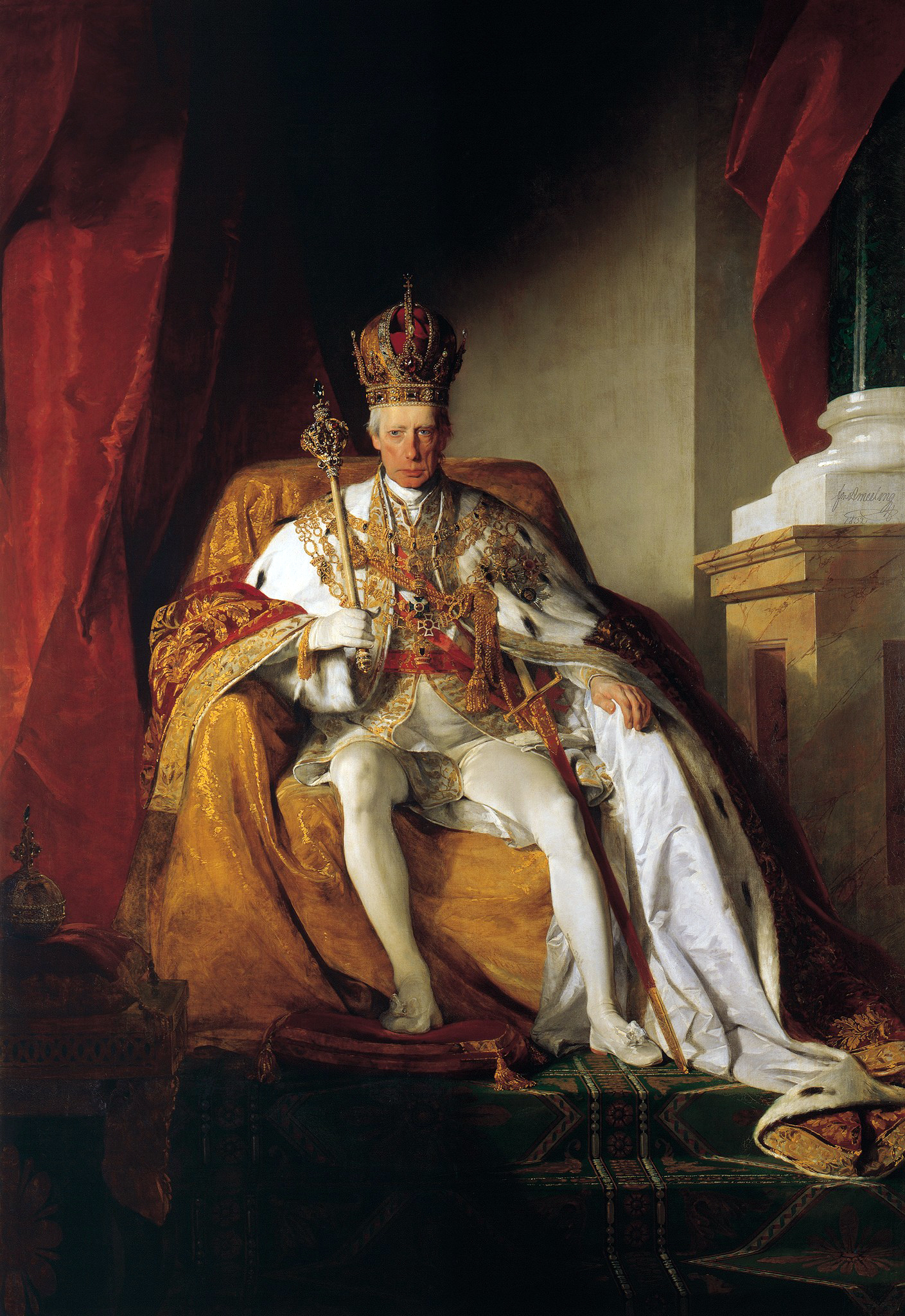
오스트리아 황제 프란츠 1세

각 절의 마지막에 있는 "Gott erhalte ...." (하느님, 황제 프란츠를 보우하소서 우리들의 좋은 황제 프란츠를!)는 반복된다.
| (독일어 가사) 1. Gott erhalte Franz den Kaiser, Unsern guten Kaiser Franz, Hoch als Herrscher, hoch als Weiser, Steht er in des Ruhmes Glanz; Liebe windet Lorbeerreiser Ihm zum ewig grünen Kranz. Gott erhalte Franz den Kaiser, Unsern guten Kaiser Franz! 2. Über blühende Gefilde Reicht sein Scepter weit und breit; Säulen seines Throns sind milde, Biedersinn und Redlichkeit, Und von seinem Wappenschilde Strahlet die Gerechtigkeit. Gott erhalte Franz den Kaiser, Unsern guten Kaiser Franz! 3. Sich mit Tugenden zu schmücken, Achtet er der Sorgen werth, Nicht um Völker zu erdrücken Flammt in seiner Hand das Schwert: Sie zu segnen, zu beglücken, Ist der Preis, den er begehrt, Gott erhalte Franz den Kaiser, Unsern guten Kaiser Franz! 4. Er zerbrach der Knechtschaft Bande, Hob zur Freiheit uns empor! Früh' erleb' er deutscher Lande, Deutscher Völker höchsten Flor, Und vernehme noch am Rande Später Gruft der Enkel Chor: Gott erhalte Franz den Kaiser, Unsern guten Kaiser Franz! | (한국어 번역)                                                               |
| | 이 문단은 아직 미완성입니다. 여러분의 지식으로 알차게 문서를 완성해 갑시다. |

#### 1835-1848년판(페르디난트 1세치세)
요제프 크리스티안 폰 제드리츠가 작사하였다.

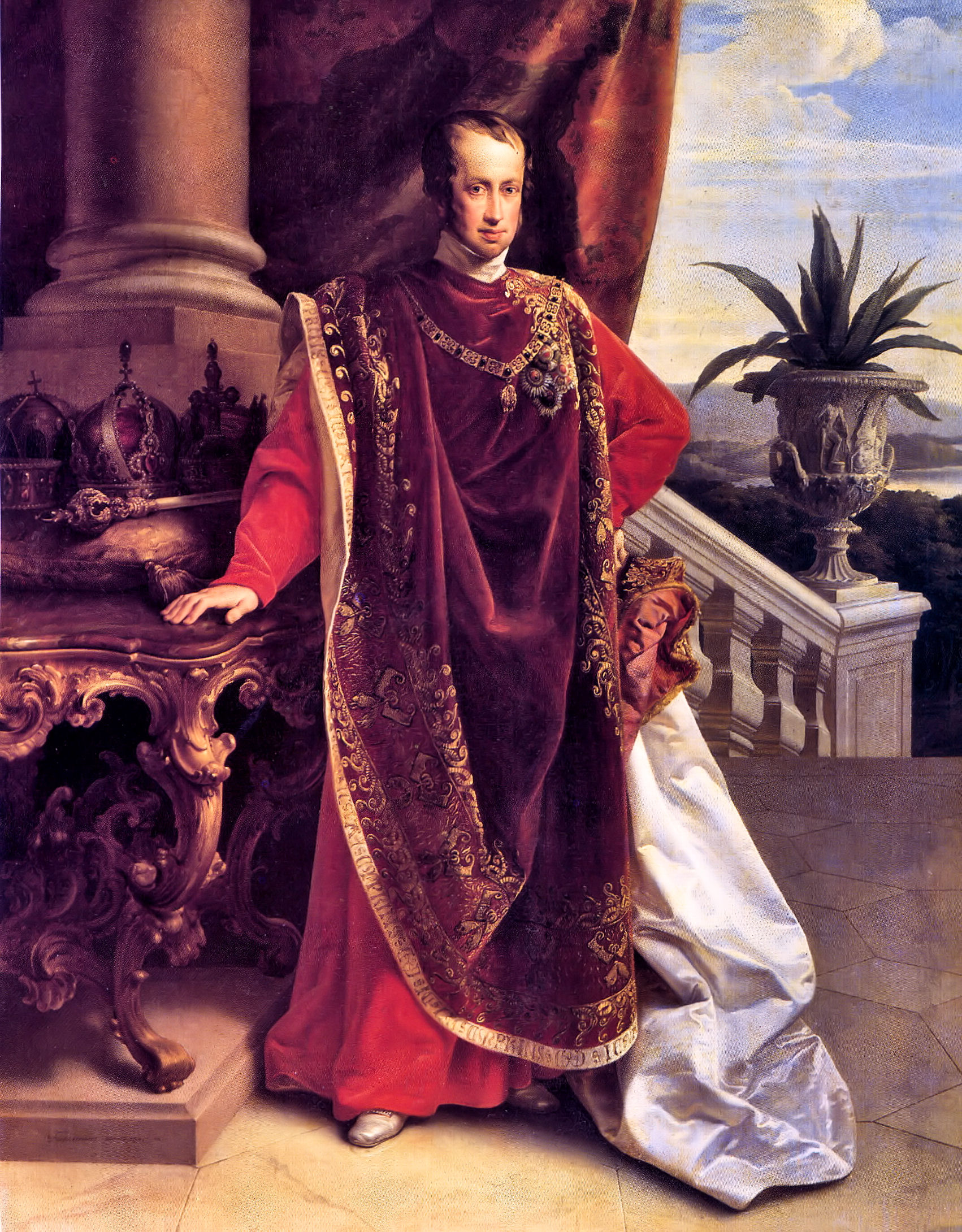
오스트리아 황제 페르디난트 1세

| (독일어 가사) 1. Segen Öst'reichs hohem Sohne, Unserm Kaiser Ferdinand! Gott von Deinem Wolkenthrone Blick' erhörend auf dies Land! Laß Ihn, auf des Lebens Höhen Hingestellt von Deiner Hand, Glücklich und beglückend stehen, Schütze unsern Ferdinand! Glücklich und beglückend stehen, Schütze unsern Ferdinand! 2. Alle Deine Gaben spende Gnädig Ihm und Seinem Haus'; Alle deine Engel sende, Herr, auf Seinen Wegen aus! Gib, daß Recht und Licht und Wahrheit, Wie sie Ihm im Herzen glüh'n, Lang' in reiner, ew'ger Klarheit Noch zu unserm Heile blüh'n! Lang' in reiner, ew'ger Klarheit Noch zu unserm Heile blüh'n! 3. Palmen laß Sein Haupt umkränzen, Scheuche Krieg und Zwietracht fort; Laß' Ihn hoch und herrlich glänzen, Als des Friedens Schirm und Hort! Laß' Ihn, wenn Gewitter grauen, Wie ein Sternbild hingestellt, Tröstend Licht hernieder thauen, In die sturmbewegte Welt! Tröstend Licht hernieder thauen, In die sturmbewegte Welt! 4. Holde Ruh' und Eintracht walte, Wo er sanft das Scepter schwingt; Seines Volkes Liebe halte Freudig Seinen Thron umringt; Unaufhörlich festgeschlungen Bleibe ewig dieses Band! Rufet "Heil" mit tausend Zungen, "Heil dem milden Ferdinand!" Rufet "Heil" mit tausend Zungen, "Heil dem milden Ferdinand! | (한국어 번역)                                                               |
| | 이 문단은 아직 미완성입니다. 여러분의 지식으로 알차게 문서를 완성해 갑시다. |

#### 1854-1918년판(프란츠 요제프 1세,카를 1세치세)

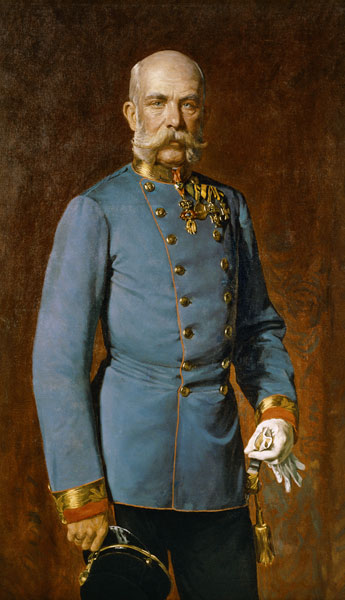
오스트리아 황제 프란츠 요제프 1세

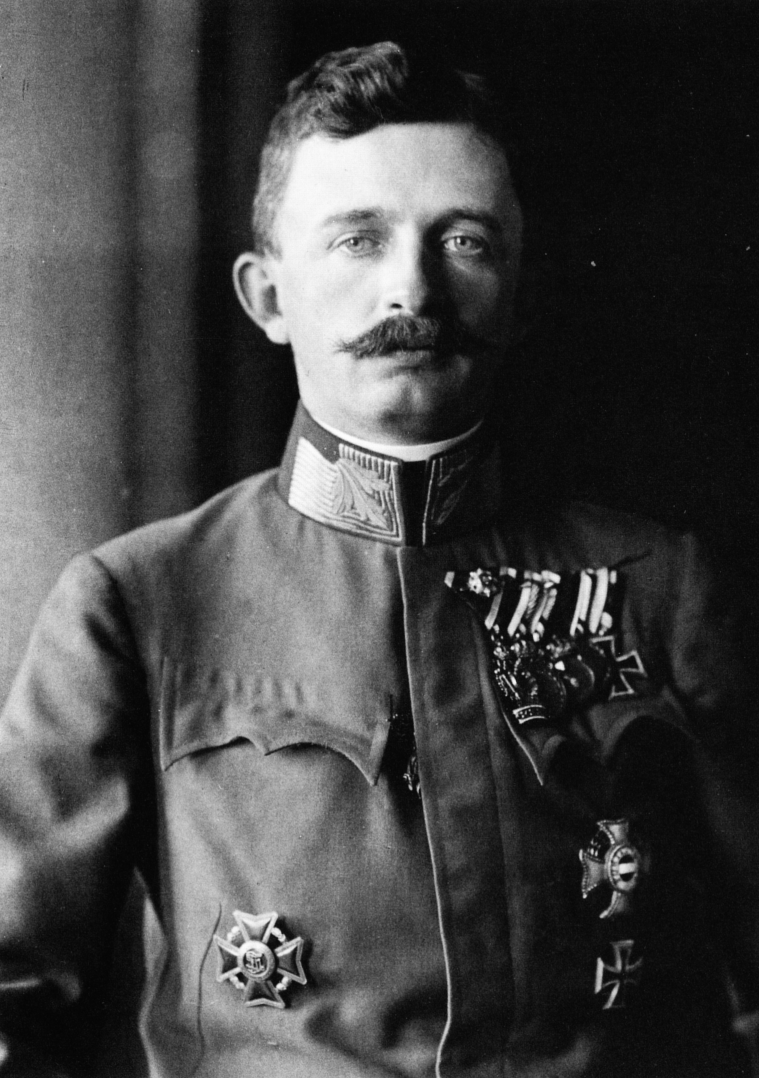
오스트리아 황제 카를 1세

1848년 혁명의 영향으로 페르디난트 1세가 퇴위하고, 다시 프란츠라는 이름을 가진 프란츠 요제프 1세의 치세가 시작되었다. 이로 인해 〈하느님, 프란츠 카이저 폐하를 보우하소서〉로 시작하는 프란츠 1세 치세의 가사가 다시 쓰이게 되었다. 이런 상황이 약 6년간 이어지다가 1854년 요한 가브리엘 자이들이 작사한 새 가사가 붙여졌다.
1853년부터 1918년까지는 국가 제목을 민족의 노래(民族～，Volkshymne)라고 불렀다. 이 때에는 체코어, 헝가리어, 이탈리아어, 폴란드어, 크로아티아어 등 소수 민족 언어의 가사도 추가되었다.
| (독일어 가사) 1. Gott erhalte, Gott beschütze! Unsern Kaiser, unser Land! Mächtig durch des Glaubens Stütze, Führt er uns mit weiser Hand! Laßt uns seiner Väter Krone Schirmen wider jeden Feind! Innig bleibt mit Habsburgs Throne Österreichs Geschick vereint! Innig bleibt mit Habsburgs Throne Österreichs Geschick vereint! 2. Fromm und bieder, wahr und offen Laßt für Recht und Pflicht uns stehn; Laßt, wenns gilt, mit frohem Hoffen Mutvoll in den Kampf uns gehn Eingedenk der Lorbeerreiser Die das Heer so oft sich wand Gut und Blut für unsern Kaiser, Gut und Blut fürs Vaterland! Gut und Blut für unsern Kaiser, Gut und Blut fürs Vaterland! 3. Was der Bürger Fleiß geschaffen Schütze treu des Kaisers Kraft; Mit des Geistes heitren Waffen Siege Kunst und Wissenschaft! Segen sei dem Land beschieden Und sein Ruhm dem Segen gleich; Gottes Sonne strahl' in Frieden Auf ein glücklich Österreich! Gottes Sonne strahl' in Frieden Auf ein glücklich Österreich! 4. Laßt uns fest zusammenhalten, In der Eintracht liegt die Macht; Mit vereinter Kräfte Walten Wird das Schwere leicht vollbracht, Laßt uns Eins durch Brüderbande Gleichem Ziel entgegengehn Heil dem Kaiser, Heil dem Lande, Österreich wird ewig stehn! Heil dem Kaiser, Heil dem Lande, Österreich wird ewig stehn! 5. An des Kaisers Seite waltet, Ihm verwandt durch Stamm und Sinn, Reich an Reiz, der nie veraltet, Uns're holde Kaiserin. Was als Glück zu höchst gepriesen Ström' auf sie der Himmel aus: Heil Franz Josef, Heil Elisen, Segen Habsburgs ganzem Haus! Heil Franz Josef, Heil Elisen, Segen Habsburgs ganzem Haus! 6. Heil auch Öst'reichs Kaisersohne, Froher Zukunft Unterpfand, Seiner Eltern Freud' und Wonne, Rudolf tönt's im ganzen Land, Unsern Kronprinz Gott behüte, Segne und beglücke ihn, Von der ersten Jugendblüthe Bis in fernste Zeiten hin. Von der ersten Jugendblüthe Bis in fernste Zeiten hin. | (한국어 번역)                                                               |
| | 이 문단은 아직 미완성입니다. 여러분의 지식으로 알차게 문서를 완성해 갑시다. |

1854년 개정으로 황제 개인의 이름이 포함되지 않는 일반적인 내용의 가사가 되었다. 다만 프란츠 요제프 1세가 엘리자베트를 황후로 맞은 후에 가필된 5번, 루돌프 황태자의 탄생 후에 가필된 6번에는 개인의 이름이 포함된다.
제1차 세계대전이 한창일 때 카를 1세가 황위를 계승하면서 가사를 개정하려는 움직임이 생겼다. 그러나 그 전에 합스부르크 제국은 패전과 함께 와해되었다. 즉, 카를 1세의 치세하에서는 마지막까지 프란츠 요제프 1세 때의 가사가 쓰였다. 1989년 4월 1일 마지막 황후 치타 폰 부르봉파르마의 장례식과 2011년 7월 16일 마지막 황태자 오토 폰 합스부르크의 장례식에서도 1854년판의 첫번째가 불러졌다.

## 공화제로의 이행 후

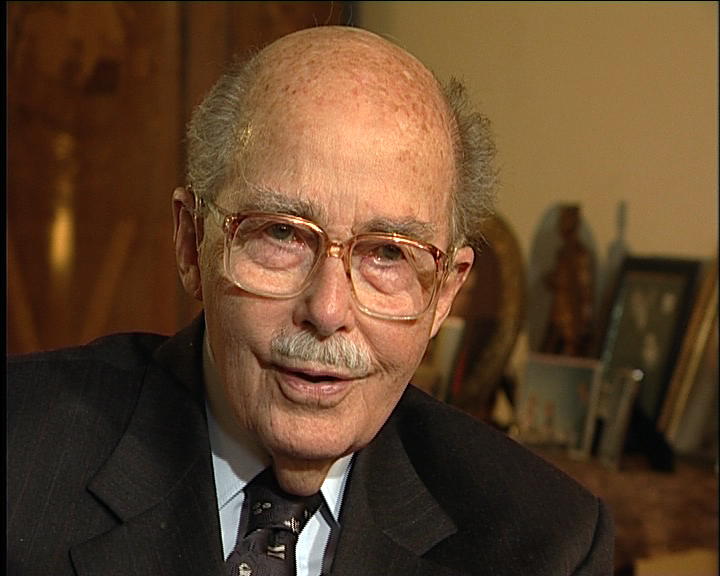
마지막 오스트리아 화애자 오토 폰 합스부르크

마지막 황제 카를 1세가 1922년에 망명지인 마데이라섬에서 붕어한 후, 남겨진 아이인 전 황태자 오토를 '오스트리아 황제'로 생각하는 왕당파에 의해서 하이든의 선율에 새로운 가사가 붙여졌다.
| (독일어 가사) In Verbannung, fern den Landen Weilst Du, Hoffnung Österreichs. Otto, treu in festen Banden Steh´n zu Dir wir felsengleich. Dir, mein Kaiser, sei beschieden Alter Ruhm und neues Glück! Bring den Völkern endlich Frieden, Kehr zur Heimat bald zurück! Bring den Völkern endlich Frieden, Kehr zur Heimat bald zurück! | (한국어 번역)                                                               |
| | 이 문단은 아직 미완성입니다. 여러분의 지식으로 알차게 문서를 완성해 갑시다. |

오스트리아-헝가리 제국의 붕괴 후 성립한 제1공화국은 제정 시대 국가를 이어받지 않고, 공화국 초대 수상 카를 레너이 작사, 빌헬름 킨츨이 작곡한 《독일 - 오스트리아, 아름다운 나라여!》를 국가로 했다.
그러나 이 곡은 국민들에게 별로 받아들여지지 않았고, 1930년에 하이든의 황제 찬가 선율에 오토카르 케른슈톡의 시 《영원히 축복을 받으라》를 가사로  붙여 이를 국가로 한다는 포고가 내려졌다. 제2차 세계대전 후, 그 때까지의 국가는 연합국에 의해 사용이 금지되었고, 결과적으로 볼프강 아마데우스 모차르트가 작곡했다고 여겨지는 선율을 이용한 《산의 나라, 강의 나라》가 제정되었다. 그러나 다시 하이든의 곡을 오스트리아의 국가라는 위치로 돌려놓으려는 노력도 이루어졌다.

## 편곡 등
- 하이든 자신의 현악 4중주곡 제77번 〈황제〉
- 존 뉴턴의 가사를 붙인 찬송가 〈시온성과 같은 교회〉
- 요한 슈트라우스 2세의 《황제 프란츠 요제프 1세 구명 축하 행진곡》, 왈츠 《밀테의 화관》, 행진곡 《합스부르크 만세!》
- 카를 미하엘 치러의 왈츠 《황후》
- 카를 뮬베르거의 군악 《황제 엽병 행진곡》(Kaiserjägermarsch, 원제는 《나는 황제 엽병의 일원》을 의미하는 Mir sein die Kaiserjäger)
- 베드르지흐 스메타나의 《축전 교향곡(Festive Symphony)》
- 버르토크의 교향시 《코슈트(영어판)》
- 비에니아프스키의 바이올린 연습곡집 〈새로운 기법(L'École Moderne, Études-Caprices)〉의 마지막곡은 이 곡을 주제로 한 변주곡이다. 연습곡을 표방하고 있지만, 초절기교로 일관하는 난곡이다.

## 참고 문헌
- 木村佐千子 (2005년 mar월). “독일어권의 국가에 대해서”. 《독쿄대학 독일학연구》 (독쿄대학) (53): 1–37. ISSN 0389-9799. NAID 110008790421.
- Hughes, Rosemary (1970) Haydn. 런던: Dent.
- Robbins Landon, H. C. and David Wyn Jones (1988) Haydn: His Life and Music, Thames and Hudson.
- Gerlach, Sonja (1996) Haydn: Variationen über die Hymne 'Gott erhalte'; authentische Fassung für Klavier". Munich: G. Henle.
- Peter Diem: Die Symbole Österreichs. Kremayr & Scheriau, 빈 2002, ISBN 3-218-00594-9.
- Herbert Hopfgartner: Die Kaiserhymne - eine Haydnarbeit!?! In: AGMOE: Musikerziehung, ウィーン 2009.
- Jones, David Wyn (2009) Oxford Composer Companions: Haydn. 옥스포드: 옥스포드 대학교 출판부.
- Mathew, Nicholas (2013) Political Beethoven. 케임브리지: 케임브리지 대학교 출판부. Extracts are posted on line at Google Books.

## 같이 보기
- 독일의 국가
- 오스트리아의 국가
- 러시아 제국의 국가